# Бретшнейдера
Бретшнейдера (лат. Bretschneidera) — монотипный род растений семейства Аканиевые (Akaniaceae). Включает единственный вид — Бретшнейдера китайская (Bretschneidera sinensis).
Род назван Уильямом Хемсли в честь русского ботаника Эмилия Васильевича Бретшнейдера.

## Ботаническое описание
Дерево, 10–20 м высотой. Листья непарноперистосложные, без прилистников; листочков 9—17, край цельный.
Цветки слегка зигоморфные, обоеполые, собраны в верхушечные кисти. Чашечка ширококолокольчатая, сростнолистная, чашелистиков пять. Венчик бело-розовый; лепестков пять, неравные, прикреплены к трубке чашечки. Тычинок 8, свободные; нити тонкие, пушистые.
Пестик из трёх плодолистиков; столбик длинный, простой, согнутый; рыльце головчатое. Завязь верхняя, в каждом гнезде по два семязачатка. Плод — коробочка. Семена без эндосперма, красные; зародыш крупный.

## Распространение
Встречается в Китае (Чжэцзян, Фуцзянь, Гуандун, Цзянси, Хунань, Гуанси, Гуйчжоу, Юньнань, Сычуань и Хубэй), Вьетнаме, Таиланде и на Тайване.